# Tropic Island Hum
Tropic Island Hum (englisch für „Tropisches Insel-Summen “) ist ein Lied des britischen Musikers Paul McCartney, das 2004 als Single A-Seite veröffentlicht wurde. Komponiert wurde es von Paul McCartney. 

## Hintergrund
Tropic Island Hum wurde 1987 von Paul McCartney aufgenommen und erst 2004 als Single veröffentlicht. McCartney schrieb ein Drehbuch für den Animationsfilm "Tropic Island Hum" mit den Charakteren Wirral das Eichhörnchen, Wilhelmina, Froggo und Bison. Der Film erzählt die Geschichte von Wirral dem Eichhörnchen, das fast von Soldaten getötet wurde. Froggo hilft ihm und bringt ihn auf eine tropische Insel. Bison ist der Häuptling der Insel, und Wirral verliebt sich in Wilhelmina. Anschließend singen alle in der Nacht das Titellied für die Insel. 
Für das Lied Tropic Island Hum wurde ein Musikvideo unter der Regie von Geoff Dunbar produziert.
Der Leadgesang stammt von McCartney und der Jazzsängerin Marion Montgomery. Das Filmprojekt wurde bis 1995 auf Eis gelegt, als McCartney Geoff Dunbar einlud, mit ihm weiter daran zu arbeiten. Tropic Island Hum kam im Oktober 1997 in die Kinos und im September 2004 auf DVD. Paul und Linda McCartney sprachen alle Charaktere und waren die ausführenden Produzenten. Die DVD-Veröffentlichung erfolgte unter dem Titel Music and Animation Collection. Die DVD enthält die komplette 5:50-Version, während die Single auf 3:14 gekürzt wurde.
Tropic Island Hum wurde in Großbritannien und Irland veröffentlicht und erreichte Platz 21 in den britischen Charts.

## Aufnahme
Die erste Aufnahmesessions für Tropic Island Hum fanden am 1. sowie vom 14. bis zum 19. Dezember 1987 in McCartney eigenen Hog Hill Mill Studio in Sussex statt, wobei George Martin und McCartney als Produzenten fungierten. Overdubs wurden sieben Jahre später, im September 1994, eingespielt. Geoff Emerick, Matt Butler und Peter Henderson waren die Toningenieure der Aufnahme. Wann die Abmischung erfolgte, ist nicht dokumentiert.
Besetzung:
- Paul McCartney: Gesang, Klavier, Kontrabass, Perkussion
- Marian Montgomery: Gesang
- London Community Gospel Choir: Gesang
- Unbekannte Musiker: Akustische Gitarre, E-Gitarre, Mandoline, Hörner, Schlagzeug, Perkussion

## Coverversionen
Es gibt keine bekannten Coverversionen von Tropic Island Hum.

## Veröffentlichung
- Am 20. September 2004 erschien in Großbritannien die CD Single Tropic Island Hum / We All Stand Together[4] sowie eine 7″- Single in gelben Vinyl[5].
- Am 2. Dezember 2022 wurde die Singlebox The 7″ Singles Box veröffentlicht, die auch Tropic Island Hum enthält.